# Oreophilacris
Oreophilacris is een geslacht van rechtvleugeligen uit de familie veldsprinkhanen (Acrididae). De wetenschappelijke naam van dit geslacht is voor het eerst geldig gepubliceerd in 1937 door Roberts.

## Soorten
Het geslacht Oreophilacris  is monotypisch en omvat slechts de volgende soort:
- Oreophilacris paramonis (Roberts, 1937)